# داميان ألين
داميان ألين (بالإنجليزية: Damien Allen)‏ (1 أغسطس 1986 في المملكة المتحدة - ) هو لاعب كرة قدم بريطاني في مركز الوسط. لعب مع رويال أنتويرب وستوكبورت كونتي ونادي بانغور سيتي ونادي بوري وColwyn Bay F.C. ‏ ونادي موركامب وإف سي هاليفاكس تاون.

## وصلات خارجية
- داميان ألين على موقع قاعدة بيانات كرة القدم.إي يو (الإنجليزية)
- داميان ألين على موقع Soccerbase.com (لاعب) (الإنجليزية)